# Vilanova d'Espoia
Vilanova d'Espoia es una localidad española del municipio de Torre de Claramunt, perteneciente a la provincia de Barcelona, en la comunidad autónoma de Cataluña.

## Toponimia
El lugar puede aparecer referido con las grafías «Vilanova d'Espoia», «Vilanova d'Espoya» y «Vilanova de Espoya».

## Historia
Hacia mediados del siglo XIX, el lugar, por entonces con ayuntamiento propio, tenía contabilizada una población de 96 habitantes. Aparece descrito en el decimosexto y último volumen del Diccionario geográfico-estadístico-histórico de España y sus posesiones de Ultramar de Pascual Madoz con las siguientes palabras:

VILANOVA DE ESPOYA (vulgo Espoya): l. que forma ayunt. con el de Torre de Claramunt en la prov., aud. terr., c. g. y dióc. de Barcelona (13 leg.), part. jud. de Igualada (2). sit. sobre una montaña; le combaten los vientos del N.; su clima es templado y sano; las enfermedades comunes son pulmonias. Tiene 30 casas, y una igl. parr. (San Salvador) aneja de la Pobla de Claramunt. El térm. confina N. Torre de Claramunt; E. el mismo; S. Mediona, y O. Carme y San Juan de Conilles. El terreno es montuoso, pedregoso y de secano, con algun arbolado de encinas. Hay varios caminos locales de herradura. El correo se recibe de Capellades. prod.: mucho vino, poco centeno y aceite; cria ganado mayor y menos, y caza de perdices, conejos y liebres. pobl.: 18 vec., 96 alm. cap. prod.: 801,200. imp.: 20,030.
(Madoz, 1850, p. 73)

El municipio de Vilanova d'Espoia desapareció de cara al censo de 1857 y el término se incorporó al de Torre de Claramunt. En 2023, la entidad singular de población tenía empadronados 170 habitantes y el núcleo de población, 156.

## Patrimonio
Hay en la localidad una iglesia de San Salvador.